# Nisa (Portogallo)
Nisa ('nizɐ) è un comune portoghese di 8 585 abitanti situato nel distretto di Portalegre.

## Società

### Evoluzione demografica
| Popolazione di Nisa (1801 – 2004) | Popolazione di Nisa (1801 – 2004) | Popolazione di Nisa (1801 – 2004) | Popolazione di Nisa (1801 – 2004) | Popolazione di Nisa (1801 – 2004) | Popolazione di Nisa (1801 – 2004) | Popolazione di Nisa (1801 – 2004) | Popolazione di Nisa (1801 – 2004) | Popolazione di Nisa (1801 – 2004) |
| --------------------------------- | --------------------------------- | --------------------------------- | --------------------------------- | --------------------------------- | --------------------------------- | --------------------------------- | --------------------------------- | --------------------------------- |
| 1801                              | 1849                              | 1900                              | 1930                              | 1960                              | 1981                              | 1991                              | 2001                              | 2004                              |
| 3267                              | 6125                              | 13255                             | 16697                             | 17976                             | 10734                             | 9864                              | 8585                              | 8047                              |

## Freguesias
- Alpalhão
- Amieira do Tejo
- Arez
- Espírito Santo
- Montalvão
- Nossa Senhora da Graça
- Santana
- São Matias
- São Simão
- Tolosa